# Trampa al meu marit
 Trampa al meu marit (títol original: Who’s Got the Action?) és una pel·lícula dels Estats Units dirigida per Daniel Mann, estrenada el 1962. Ha estat doblada al català. El tema musical de la pel·lícula ‘‘Who’s Got The Action'’ va ser compost per George Duning i Jack Brooks.

## Argument
Una dona fa front davant l'addicció al joc del seu marit apostant per ell. Encara que, tot i que fa creure que aposta, en realitat no ho fa. Els problemes vindran quan el marit comenci a guanyar i ella hagi de presentar-li els beneficis.

## Repartiment
- Dean Martin: Steve Flood
- Lana Turner: Melanie Flood
- Eddie Albert: Clint Morgan
- Walter Matthau: Tony Gagouts
- Paul Ford: Jutge Boatwright
- Nita Talbot: Saturday Knight
- Lewis Charles: Clutch
- John McGiver: Jutge Fogel
- Margo: Roza
- Jack Albertson: Hodges
- Alexander Rose: M. Goody
- Ned Glass: Baldy
- Dan Tobin: M. Sanford
- Mack Gray: Hood
- John Indrisano: Hood